# Sinapospalax
Sinapospalax é um gênero extinto de roedores da família Spalacidae.

## Espécies
- Sinapospalax canakkalensis (Ünay 1981)
- Sinapospalax incliniformis Sarica e Sen, 2003 [Mioceno da Turquia]
- Sinapospalax sinapensis Sarica e Sen, 2003 [Mioceno da Turquia]